# Нігде
Нігде (тур. Niğde — вимовляється «нійде») — місто, адміністративний центр провінції Нігде в центральній частині Туреччини. Населення 78 088 чоловік і  99 308 в приміських селах. Висота 1300 м.
Місто оточене вулканічними горами Мелендіз і Позанти.

## Історія
Місцевість навколо Нігде знаходилась на перетині стародавніх торгових шляхів і має давню історію. В провінції Нігде знаходиться Неолітичне поселення Тепеджик-Чифтлік. Ця територія в різний час входила до складу Хетського царства, Ассирії, імперії Александра Македонського, Великої Вірменії, Римської імперії, Візантії і Туреччини. На початку XIII століття Нігде було одним із найбільших міст Анатолії.
До 1923 року значну частину населення складали християни, переважно греки.
Уродженцем міста був відомий грецький промисловець і меценат Продромос Бодосакис (1891—1979).
У 1950-ті і в 1960-ті роки до Нігде переселились турки з Болгарії і Греції.

## Нігде сьогодні
В 1992 році відкрився університет, і місто набуло культурного значення. В цілому, місто однаково релігійне і консервативне.
В околицях Нігде знаходяться значні історичні і культурні пам'ятки.

## Пам'ятки
- Фортеця Нігде на пагорбі над старим містом;
- Підземні міста на вісім поверхів, у яких місцеві жителі ховались під час війн і негараздів — від періоду до н. е. до часів, коли християни ховались від войовничих турків;
- Сельджуцька мечеть султана Ала-ад-діна Кей-Кубада I, тінь якої вдень являє собою силует красивої дівчини;
- Могила Хюдавенд-хатун (1312), доньки сельджуцького султана Килич-Арслана IV;
- Могила сина сельджуцького султана династії Гюндогду, (1344);
- Ак-медресе — зараз археологічний музей;
- Мечеть і мавзолей монгольського намісника Сунгур-бея (1335) і мечеть Шах 1413;
- Мечеть Ханим-джамії (1452);
- Мечеть Паша-джамії XV століття;
- Паша-хамами — стара турецька лазня;
- Мечеть Дишари-джамі («Зовнішня мечеть») XVI століття;
- Критий базар, який збудував у XVII столітті Мехмед-паша Соколович в подарунок жителям міста за підтримку султана Селіма під час негараздів;
- Музей, у якому виставлені знахідки 5000 до н. е.;
- Римські могили в давньому Каратли;
- Церква VI століття в поселенні Андавал (Акташ);
- Скельний монастир візантійських часів в Гюмюшлері зі знаменитими фресками;
- Мінеральні і грязьові медичні ванни в Коджапинарі.

## Галерея

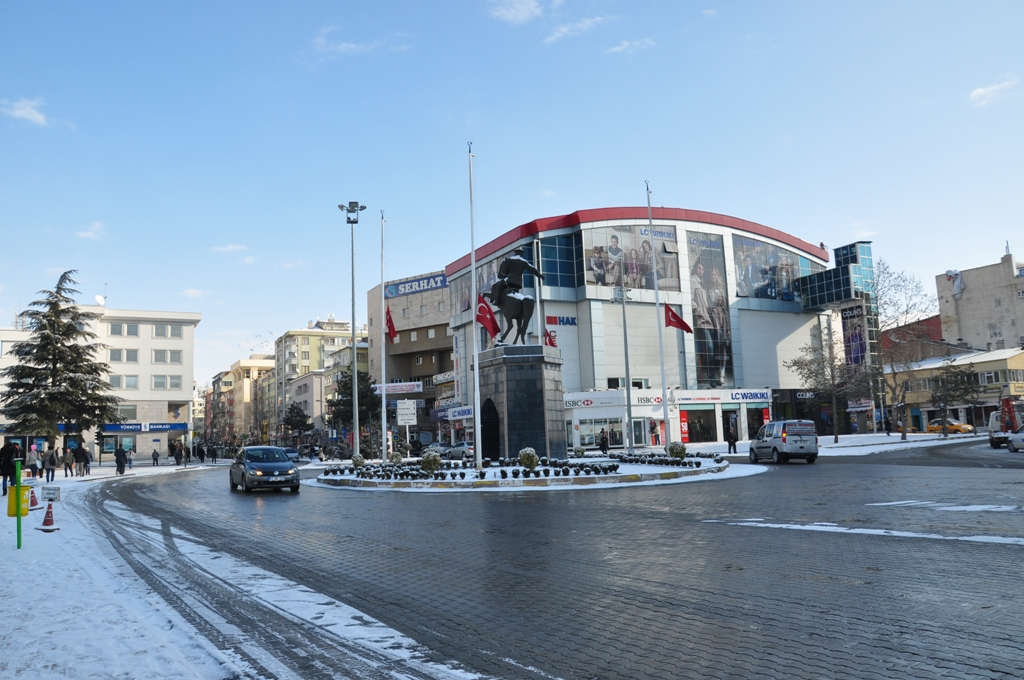
Центр Нігде 17 січня 2012 року
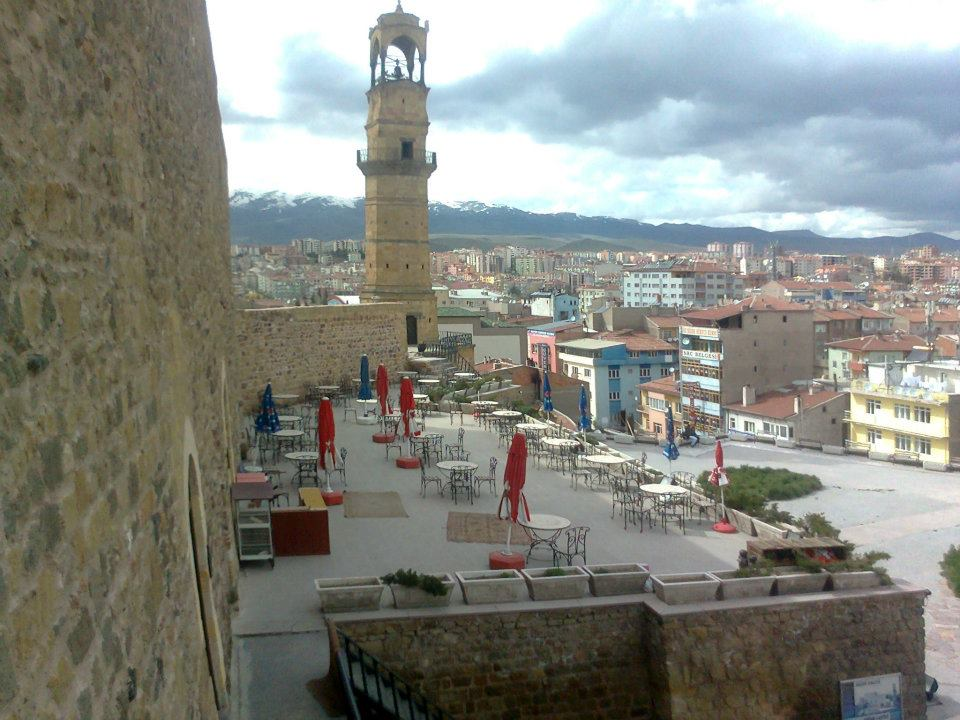
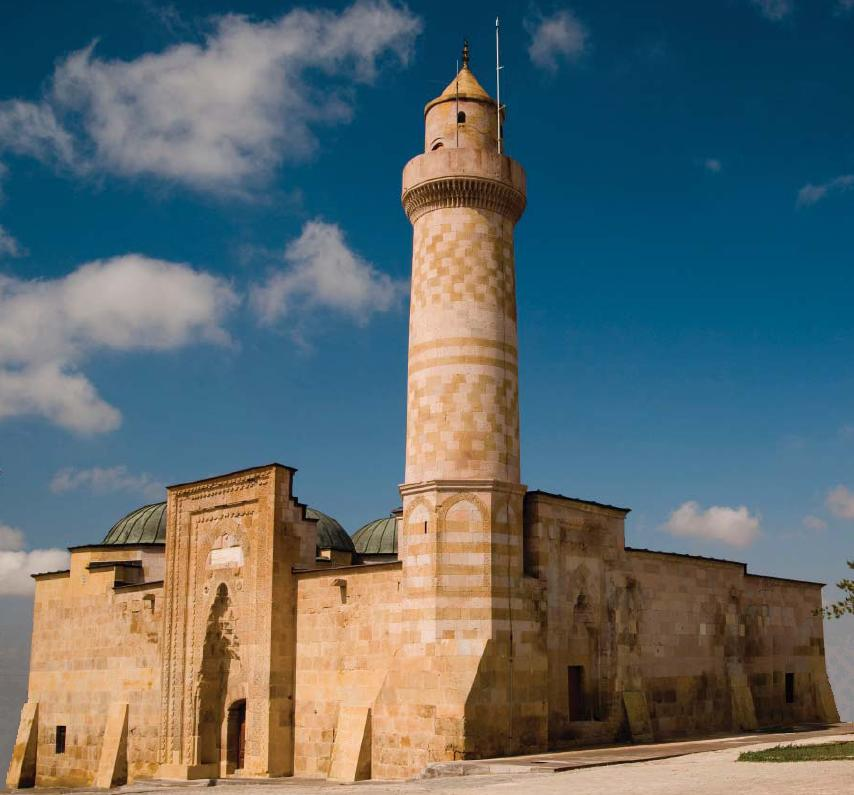
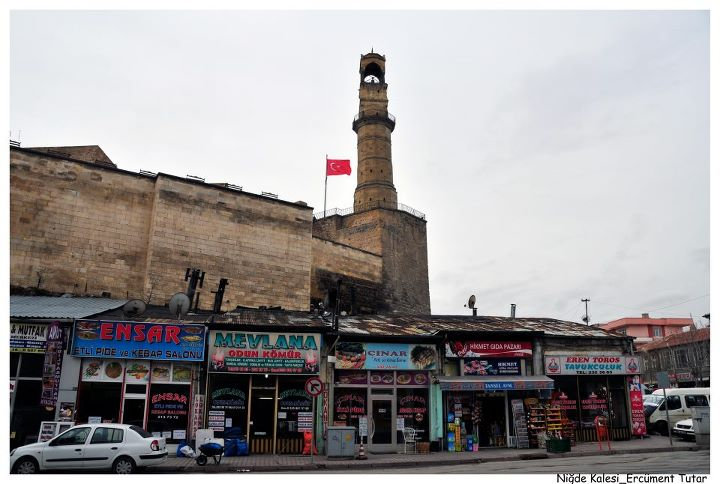
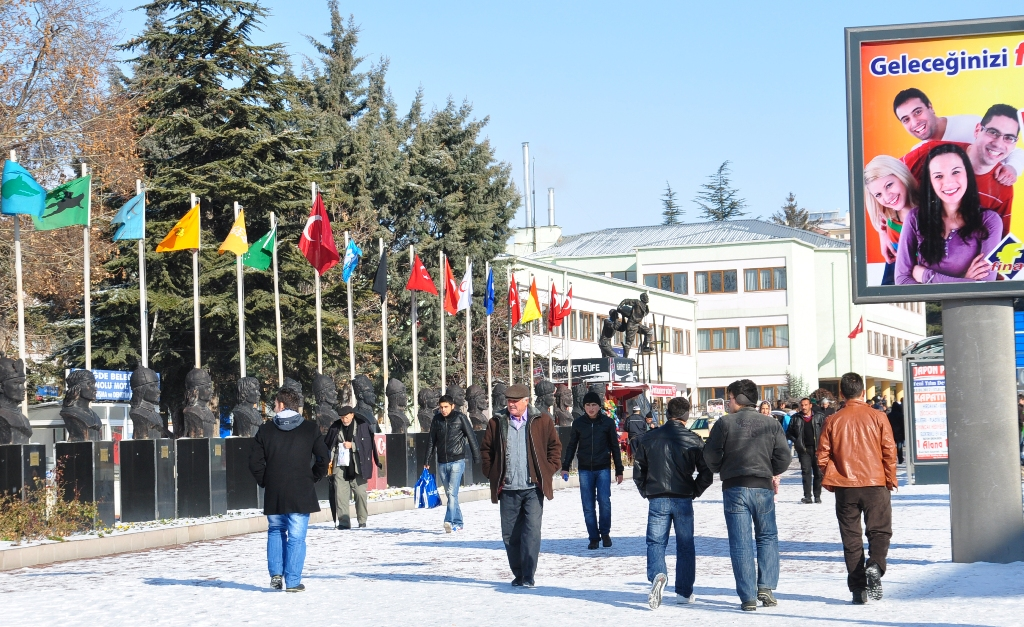
У людному центрі міста
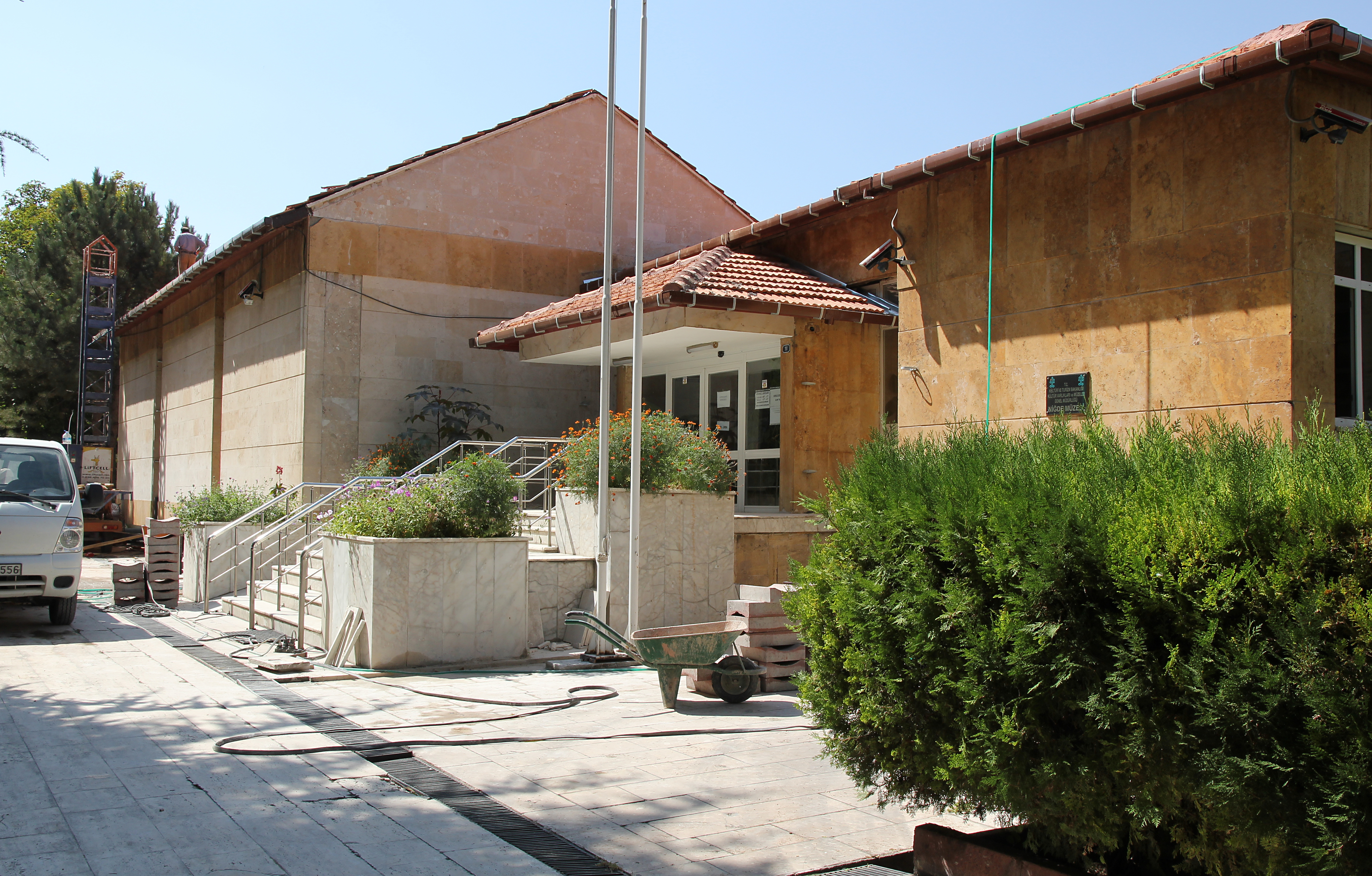
Археологічний музей
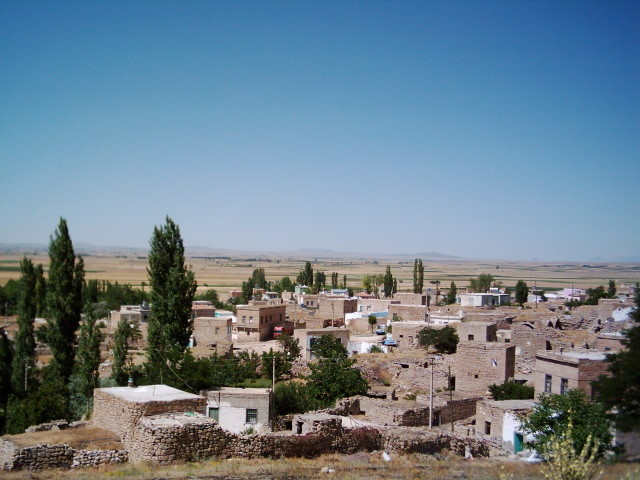
Село Kiçağaç у межах міста
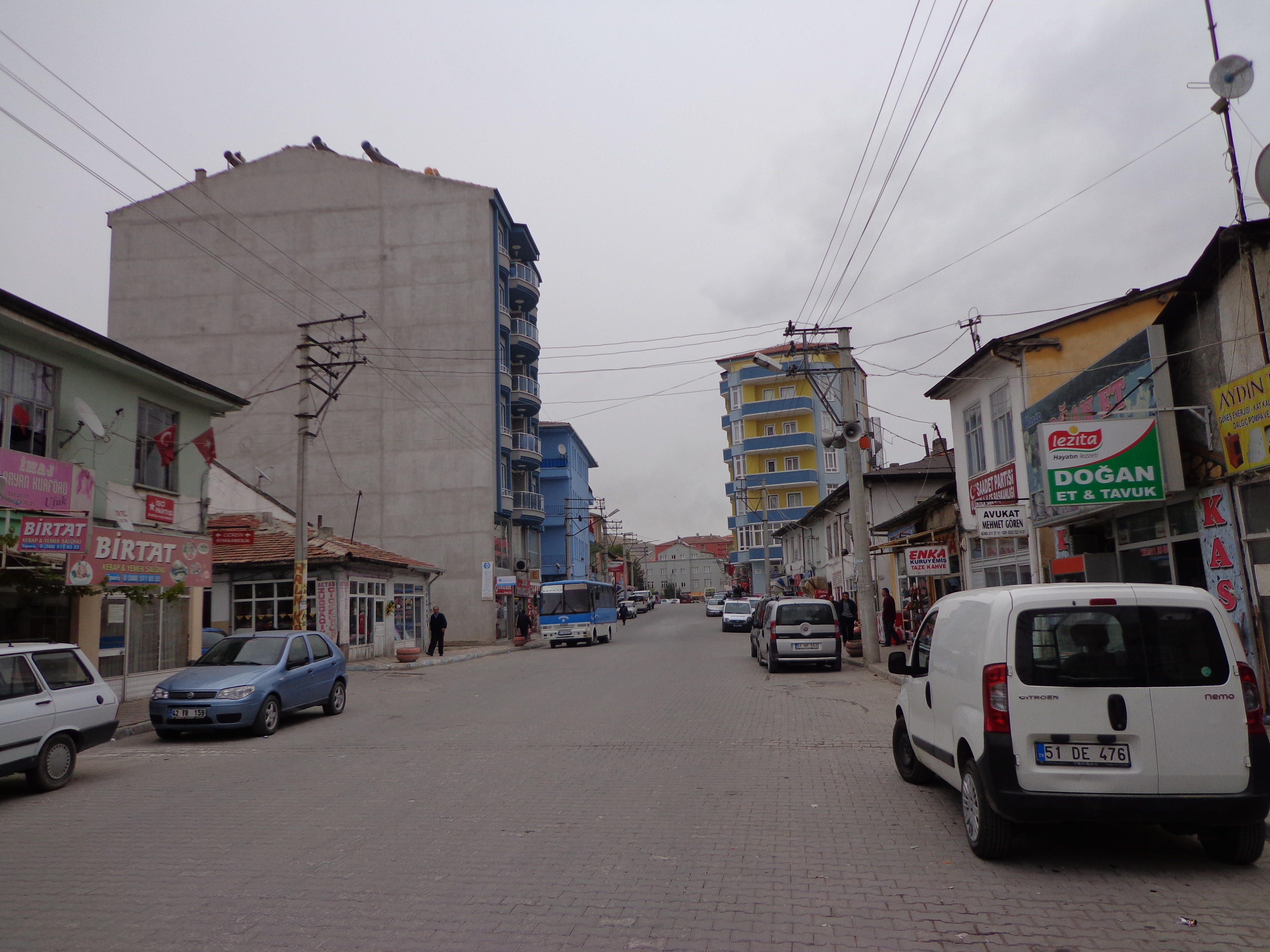
Одна з вулиць міста